# Sd.Kfz. 221
El Leichter Panzerspähwagen (Mg) Sd. Kfz. 221 fou un vehicle blindat lleuger utilitzat per la Wehrmacht alemanya durant la Segona Guerra Mundial.

## Desenvolupament
El Sd. Kfz. 221 va ser dissenyat el 1934 com a vehicle blindat lleuger de reconeixement. Estava basat en el xassís del Horch 108, un tot terreny militar, al qual se li va afegir un blindatge de 8 mm capaç de protegir contra foc d'armes lleugeres, metralla i fins i tot canonades de poc calibre; i una torreta.
Fou utilitzat per les esquadres de reconeixement de les divisions Panzer, molt eficaçment a les zones amb una bona xarxa de carreteres. Aquest vehicle, però, degut a la seva pobra capacitat camp a través, no era eficaç a zones com Rússia o el nord d'Àfrica. Aquest problema va fer que el vehicle fos substituït gradualment pels semierugues Sd.Kfz. 250.

## Variants

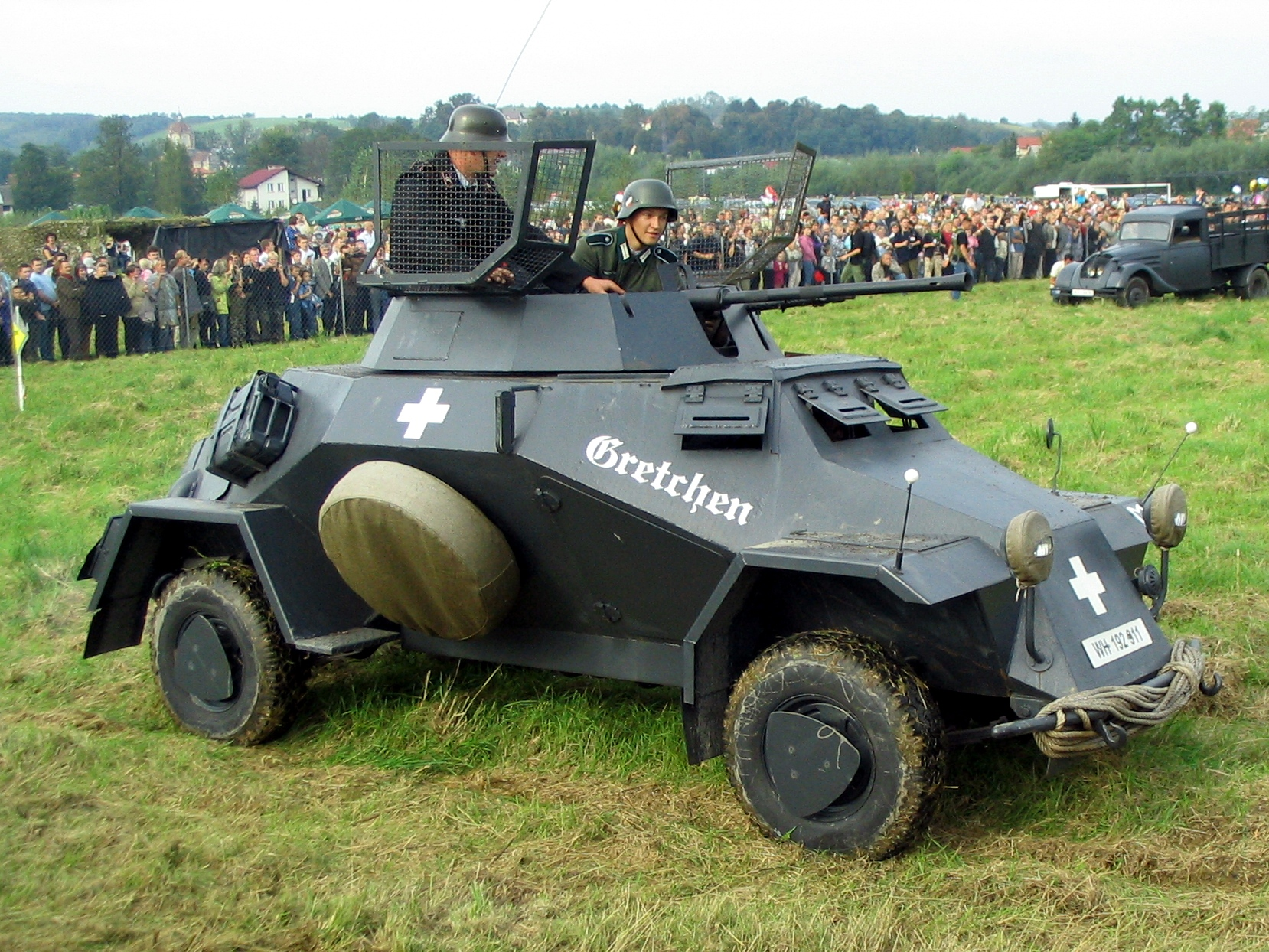
Reconstrucció d'un Sd.Kfz. 222.

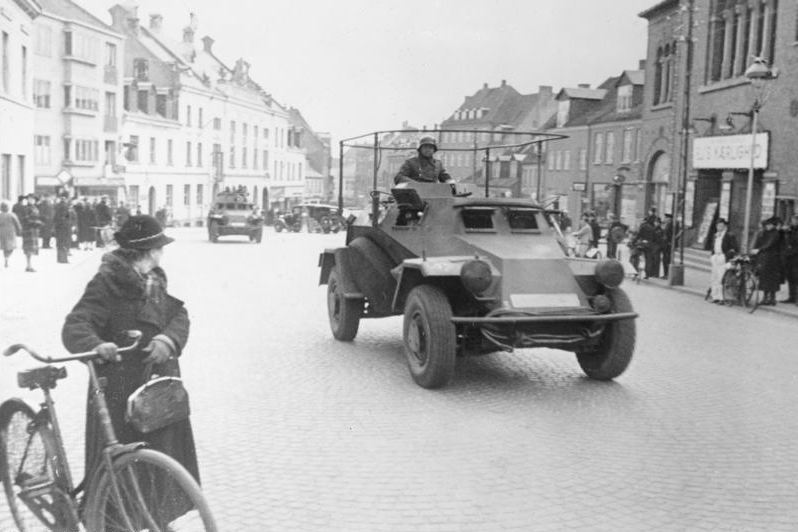
Sd.Kfz. 223.

### - Leichter Panzerspähwagen (2 cm) Sd.Kfz. 222
El Sd.Kfz. 222 està basat en el mateix xassís del seu predecessor, però tenia diverses millores, sent les principals una torreta engrandida per poder portar un canó de 20 mm 2cm KwK 30 L/55, i més tard un KwK 38, del mateix calibre però amb una major cadència. L'augment de la torreta també permetia un tercer tripulant, el tirador, que substituïa el comandant a l'hora de disparar. Es van fer 989 unitats.

### - Leichter Panzerspähwagen (Fu) Sd.Kfz 223
El Sd.Kfz. 223 és molt similar al Sd.Kfz. 221, però té una antena de ràdio de mig abast. També s'hi afegeix un tercer tripulant, l'operador de ràdio, que controla l'equipament de ràdio. Es van fer un total de 567 unitats.